# 瑪麗安娜·維多利亞 (葡萄牙)
瑪麗安娜·維多利亞（葡萄牙語：Mariana Vitória de Bragança，1768年12月15日—1788年11月2日），葡萄牙國王佩德羅三世和女王瑪麗亞一世的女兒。

## 家庭
1785年，瑪麗安娜·維多利亞與西班牙國王卡洛斯三世的第四子加布里埃爾結婚，兩人共有2子1女：
- 佩德羅·卡洛斯（英语：Infante Pedro Carlos of Spain and Portugal）（1786年—1812年）
- 瑪麗亞·卡洛塔（1787年—1787年），夭折
- 卡洛斯（1788年—1788年），夭折